# 黒沢尻町
黒沢尻町（くろさわじりちょう）は、1954年（昭和29年）まで岩手県和賀郡にあった町。現在の北上市中心部にあたる。

## 地理
- 河川：北上川、和賀川

## 沿革
- 1889年（明治22年）4月1日 - 町村制施行にともない、黒沢尻村が単独で町制施行し東和賀郡黒沢尻町が発足。
- 1897年（明治30年）4月1日 - 郡の統合により東和賀郡と西和賀郡が合併し、和賀郡が復活[1]。和賀郡黒沢尻町となる。
- 1949年（昭和24年）4月1日 - 立花村の大字立花を編入。
- 1954年（昭和29年）
  - 1月1日 - 立花村全域を編入。
  - 4月1日 - 飯豊村・鬼柳村・更木村・二子村および胆沢郡相去村・江刺郡福岡村と合併し、北上市となる。

## 行政
- 歴代町長

| 代 | 氏名         | 就任                       | 退任                       | 備考             |
| -- | ------------ | -------------------------- | -------------------------- | ---------------- |
| 1  | 横川謙吾     | 1889年（明治22年）5月20日  | 1895年（明治28年）8月22日  |                  |
| 2  | 平野熊蔵     | 1895年（明治28年）8月31日  | 1902年（明治35年）         |                  |
| 3  | 阿部忠五郎   | 1903年（明治36年）9月14日  | 1916年（大正5年）8月26日   |                  |
| 4  | 中島文次郎   | 1916年（大正5年）12月1日   | 1921年（大正10年）         |                  |
| 5  | 三浦専治     | 1922年（大正11年）9月8日   | 1927年（昭和2年）11月20日  |                  |
| 6  | 米谷久左ェ門 | 1928年（昭和3年）12月8日   | 1930年（昭和5年）12月16日  |                  |
| 7  | 鈴木与惣太   | 1930年（昭和5年）12月28日  | 1934年（昭和9年）12月27日  |                  |
| 8  | 沢藤幸治     | 1934年（昭和9年）12月31日  | 1937年（昭和12年）5月12日  |                  |
| 9  | 伊藤治郎助   | 1937年（昭和12年）6月5日   | 1941年（昭和16年）6月4日   |                  |
| 10 | 鈴木与惣太   | 1941年（昭和16年）6月6日   | 1945年（昭和20年）6月5日   | 二任             |
| 11 | 郡司信太郎   | 1945年（昭和20年）6月23日  | 1946年（昭和21年）1月14日  |                  |
| 12 | 沢藤弥兵ェ   | 1946年（昭和21年）11月30日 | 1947年（昭和22年）3月25日  |                  |
| 13 | 安原賢蔵     | 1947年（昭和22年）4月5日   | 1948年（昭和23年）12月10日 |                  |
| 14 | 及川顕司     | 1948年（昭和23年）12月11日 | 1954年（昭和29年）3月31日  | 合併後の北上市長 |

## 交通

### 鉄道
- 国鉄東北本線・横黒線：黒沢尻駅